# Editoriale Domus
Editoriale Domus è una casa editrice italiana fondata nel 1929 da Gianni Mazzocchi. È la più vecchia azienda italiana di periodici specializzati; pubblica riviste di settore come Quattroruote, Domus, Meridiani e TuttoTrasporti.

## Storia
Nel 1928 esce in edicola il primo numero di Domus, rivista di architettura  diretta da Gio Ponti, acquistata l'anno successivo da Gianni Mazzocchi (1906-1984), giovane editore di origine marchigiana, che dà vita alla Editoriale Domus.
Nell'immediato dopoguerra (ottobre 1945) Mazzocchi è fondatore del settimanale illustrato d'attualità L'Europeo, che diventerà presto leader di mercato (250 000 copie nel 1947). Nel febbraio 1949 segue la fondazione del settimanale di politica e cultura Il Mondo.
Nel 1956 nasce la rivista di maggiore diffusione dell'azienda, Quattroruote cui si aggiunge L'Auto Italiana, antica e prestigiosa rivista del medesimo settore, il cui enorme archivio andrà ad arricchire il patrimonio storico-documentale dell'azienda editoriale. Risale invece al 1978 TuttoTrasporti, la prima rivista italiana dedicata al trasporto su gomma, chiusa, poi nel 2022.
Nel corso degli anni '80 furono pubblicate anche alcune collane a fumetti, come Più, Slurp! e Maxi Più.
Il bilancio 2018 registra un fatturato di 54.200.000 € ed un utile di € 656000.